# Wasonita
La wasonita es un nuevo mineral nombrado así en  homenaje a John T. Wasson, un profesor de la Universidad de California en Los Ángeles (UCLA) especializado en la investigación de meteoritos y pionero en el uso de datos de activación de neutrones para clasificarlos.

## Descubrimiento
El mineral se ha identificado y ya ha sido añadido a la lista de 4500 minerales oficialmente aprobados por la Asociación Mineralógica Internacional, informó la NASA.
La NASA y un grupo de científicos de Estados Unidos, Japón y Corea del Sur encontraron algo inesperado cuando estudiaban un meteorito caído en 1969: el meteorito Yamato 691, recuperado en 1969, junto a otros ocho meteoritos, en una expedición de científicos japoneses a las montañas Yamato, en la Antártida.

## Características
El cristal, que hallaron rodeado de "otros minerales desconocidos que están siendo investigados", tiene una anchura de 50 por 450 nanómetros, más de cien veces menor al espesor de un cabello humano. 
Encontrar un mineral tan minúsculo fue posible gracias al microscopio electrónico de transmisión (TEM, por sus siglas en inglés, o MET, en español) es un microscopio que utiliza un haz de electrones para visualizar un objeto, capaz de aislar los granos de la wasonita y determinar su composición química y su estructura atómica, estructura inédita hasta ahora en la naturaleza. "La wasonita es un mineral formado solamente por dos elementos, el azufre y el titanio, pero posee una estructura cristalina única, que no se había observado hasta ahora en la naturaleza", dijo el científico de la NASA Keiko Nakamura, que ha liderado el proyecto.
La científica Lindsay Keller, cocreadora del microscopio utilizado para identificar el mineral en el Centro Espacial Johnson de la NASA, aseguró que la investigación de los meteoritos y de los minerales que contienen "es una ventana para conocer la creación de nuestro sistema solar".